# زريع بن العباس
زريع بن العباس بن الكرم اليامي أحد حكام بنو زريع و هو الذي تسمت الدولة والسلالة الزريعية باسمه وقد تولى بعد وفاة أبيه العباس بن الكرم اليامي وأعلن التبعية للدولة الفاطمية توفي زريع وخلفه ابنه أبي سعود بن زريع.